# Roman Horák
Roman Horák, född 21 maj 1991, är en tjeckisk professionell ishockeyspelare som tidigare spelat för Edmonton Oilers i NHL. Numer i Växjö Lakers i SHL. 
Horák draftades i femte rundan i 2009 års draft av New York Rangers som 127:e spelare totalt.